# Текстон (Міссісіпі)
Текстон (англ. Thaxton) — місто (англ. town) в США, в окрузі Понтоток штату Міссісіпі. Населення — 692 особи (2020).

## Географія
Текстон розташований за координатами 34°18′10″ пн. ш. 89°10′18″ зх. д. / 34.30278° пн. ш. 89.17167° зх. д. (34.302905, -89.171737).  За даними Бюро перепису населення США в 2010 році місто мало площу 27,12 км², з яких 26,74 км² — суходіл та 0,37 км² — водойми.

## Демографія
Згідно з переписом 2010 року, у місті мешкали 643 особи в 230 домогосподарствах у складі 186 родин. Густота населення становила 24 особи/км².  Було 250 помешкань (9/км²).
Расовий склад населення:
| - 98,1 % — білих - 0,6 % — чорних або афроамериканців |

До двох чи більше рас належало 0,3 %. Частка іспаномовних становила 1,4 % від усіх жителів.
За віковим діапазоном населення розподілялося таким чином: 28,8 % — особи молодші 18 років, 60,0 % — особи у віці 18—64 років, 11,2 % — особи у віці 65 років та старші. Медіана віку мешканця становила 33,3 року. На 100 осіб жіночої статі у місті припадало 97,8 чоловіків;  на 100 жінок у віці від 18 років та старших — 99,1 чоловіків також старших 18 років.
Середній дохід на одне домашнє господарство  становив 61 836 доларів США (медіана — 46 250), а середній дохід на одну сім'ю — 67 825 доларів (медіана — 53 021). За межею бідності перебувало 7,0 % осіб, у тому числі 6,0 % дітей у віці до 18 років та 10,5 % осіб у віці 65 років та старших.
Цивільне працевлаштоване населення становило 400 осіб. Основні галузі зайнятості: виробництво — 28,3 %, роздрібна торгівля — 14,8 %, освіта, охорона здоров'я та соціальна допомога — 14,8 %.